# Jan Homola
Jan Homola (* 24. červenec 1976 Praha, Československo) je český hudebník, výtvarník, fotograf a průkopník skateboardingu v České republice.[zdroj?] Studoval na střední umělecko-průmyslové škole loutkářské umění, v současné době se věnuje grafice, fotografování a cestování. Se svým bratrem Matějem založil skupinu Wohnout.